# Arthur Coquard
Joseph Arthur Coquard, född 26 maj 1846, död 20 augusti 1910, var en fransk tonsättare.
Coquard var elev till César Franck och har framträtt med operor, mindre lyrisk-dramatiska scener, kör- och orkesterverk samt romanser. Han var även verksam som musikskriftställare med De la musique en France depuis Rameau (1891), samt biografier över sin lärare Franck och Hector Berlioz.